# 허치슨 왐포아
허치슨 왐포아(Hutchison Whampoa Limited, 중국어: 和記黃埔, WHL)는 홍콩에 위치한 신탁지주회사이다. 포춘 글로벌 500에 등재된 기업이며 홍콩 증권거래소에 등재된 최대 기업들 중 한 곳이다. HWL은 세계 최대의 항구, 또 3라는 브랜드로 14개국에서 운영된 전기통신 부문을 포함한 다양한 지주들을 갖춘 국제적인 기업이다.
2015년 6월 3일까지 청쿵그룹이 49.97% 소유하고 있다가 청쿵그룹에 합병되었다.

## 역사
허치슨 왐포아는 처음에는 2개의 기업으로 존재했으며 둘 다 19세기에 설립되었다.
- 홍콩 앤드 왐포아 독(Hong Kong and Whampoa Dock) - 1863년 설립
- 허치슨 인터내셔널(Hutchison International) - 1877년

## 같이 보기
- 자딘 매시선
- 스와이어 그룹